# Castell de Sant Nicolau
El Castell de Sant Nicolau és una torre de guaita i defensa situada a la boca del Port de Ciutadella de Menorca. Va ser construït al segle XVII (anys 1680-1682) segons projecte de l'enginyer militar Josep Castellón. Va ser restaurada el 1960 i altra vegada el 1990, quan es va recuperar la torreta que el corona, que havia desaparegut. És de planta vuitaviada, envoltada per un fossat, i dotada d'una porta d'accés amb ornamentació. La forma octagonal la diferencia clarament de la majoria de torres de guaita menorquines, que són de planta circular (i que van ser construïdes al segle xviii).